# Алевтина (певица)
Алевти́на Генна́дьевна Лео́нтьева (род. 2 марта 1977, Новосибирск) — российская певица, диктор, психолог, филолог, актриса театра и кино, а также актриса озвучивания и дубляжа. Бывшая участница группы «Мельница», в настоящий момент выступает сольно с собственным коллективом, вела передачу «Школа потребителя» на телеканале «Столица», работает диктором на радио и телевидении , преподаёт в «Школе радио и телевидения на Шаболовке».

## Биография
Алевтина Леонтьева — певица с опытом работы на сцене и в студиях. В Москве в 2000 году получила образование: эстрадно-джазовый вокал, класс педагога Александра Полякова. В 6 лет заявила, что станет певицей. Помимо этого стала танцовщицей (13 лет в народном коллективе), филологом, психологом, диктором, радио- и телеведущей.
- 1992 — запись сборника «Сибирский Экстаз», вышедшего в Калифорнии: начало серьёзной певческой деятельности. Алевтине 15 лет.
- 1993 — запись альбома с рок-группой «Культурный Бункер», вышедшего в Калифорнии.
- 1996 — гран-при конкурса «Мистер Шлягер».
- 1997 — по настоящее время — профессиональный рекламный диктор.[3]
- 2004 — запись арт-рокового альбома «Эходелия».
- 2005 — финалистка отборочного тура «Евровидение», Киев.[4]
- 2005—2007 — работа в группе «Мельница».
- 2006 — запись альбома «Зов крови», группа «Мельница».
- 2007 — финалистка российского отборочного тура «Славянский Базар».
- 2008 — по настоящее время — самостоятельная певица в жанре «фолк-рок».
- 2009 — (апрель) вышел дебютный альбом «Танец Перехода»[5].
- 2012 — (июль) презентация клипа «Танец Перехода», со Светланой Светличной в главной роли[6].
- 2013 – альбом «Загорелось облако».
- 2019 – альбом «НеМодная» в рамках камерной программы (трио)
- 2019 — (ноябрь) благотворительный концерт и презентация альбома «НеМодная»[7]

## Дискография
- 1992 — группа «Культурный Бункер», сборник «Сибирский Экстаз», Калифорния.
- 1993 — группа «Культурный Бункер», альбом «Воин Калка», Калифорния.
- 2004 — группа «BastArt», альбом «Эходелия».
- 2006 — группа «Мельница», альбом «Зов крови», Navigator Records.
- 2008 — Алевтина, сборник «Фолкнавигация», Navigator Records.
- 2009 — Алевтина, альбом «Танец Перехода», Navigator Records.
- 2013 — Алевтина, альбом «Загорелось облако».
- 2019 — «НеМодная»[8] в рамках камерной программы (трио), ProLive Records.

## Проект «Алевтина»
30 апреля 2008 года в московском клубе Tabula Rasa состоялась презентация сингла и коллектива. Этот день считается[кем?] днём рождения этого проекта.
С первого дня появления сольного проекта Алевтина со своими музыкантами стала принимать участие в различных акциях и мероприятиях. Одними из первых таких мероприятий стали: концерт в Московском Доме Национальностей в поддержку выставки известных художников Владимира Распутина и Ирины Сергеевой под патронажем Дмитрия Ревякина и сольные концерты на телеканалах «ТВЦ» и «О2ТВ». Алевтина периодически принимает участие в таких крупных фестивалях как «Нашествие», «Воздух», «Дикая Мята» и других, появляется на телевидении и радио с интервью и выступлениями. В период 2013—2017 годов, произошёл запланированный спад активности в концертной и студийной жизни Алевтины, связанный с рождением двоих сыновей. Несмотря на занятость детьми, Алевтина изредка даёт концерты в Москве. В октябре 2019 года певица выпустила новый альбом «неMODНАЯ» в составе трио с Юрием Судаковым (бас-гитаристом, Народным артистом Белорусской ССР) и Олегом Губановым (пианистом, лауреатом международных конкурсов).
.

### Состав коллектива
- Алевтина — вокал
- Владимир Иванов — гитара
- Юрий Судаков — бас-гитара, бэк-вокал, студийный звукорежиссер
- Артур "Перкус" Ерёменко — барабаны
- Олег Губанов — рояль
- Виктор "Доктор" Ливанов — духовые инструменты
- Владимир "Saint" Шевченко — перкуссия
- Александр Гречишников — звукорежиссёр
- Алекс Герлиц — директор певицы